# かずえちゃん
かずえちゃん（1982年11月1日 - ）は、福井県出身のYouTuber。本名は藤原和士。

## 来歴
福井県内の高校を卒業し、ウェディングプランナーとして結婚式場に勤務。その後、保険会社に転職。30歳のときカナダへ留学し、LGBTQの人たちが堂々と生活しているカナダ社会から大きな影響を受ける。帰国後の2016年7月9日にYouTubeでの動画配信を開始。「LGBTQって身近にいるよ」「あなたは一人じゃないよ」というメッセージを伝えたく、YouTubeへの動画投稿を始めた。ゲイのYouTuberとしてセクシュアルマイノリティに関する情報を発信するほか、講演活動、オンラインサロン「かず部屋」の運営などコミュニティ交流などに力を注ぐ。各種イベントへの参加、テレビ・ラジオ番組への出演、新聞・雑誌への寄稿など様々な活動を行っている。2017年から毎年10月11日の「国際カミングアウトデー（National Coming Out Day）」にあわせてLGBTQ100人のカミングアウト動画を作成している。2020年8月からはダイバーシティ推進に力を入れる三洋化成工業株式会社（本社：京都）に「かずえちゃん 」として入社し、社員研修やワークショップなども行っている。いつか「カミングアウト」や「LGBTQ」という言葉がなくなる社会を目指し、日々活動を行っている。
2024年12月23日、翌年7月の第27回参議院議員通常選挙の福井県選挙区選挙区立憲民主党公認候補として擁立されることが内定したと発表された。当開票の結果、落選。

## 選挙歴
| 当落 | 選挙                     | 執行日         | 年齢 | 選挙区       | 政党       | 得票数    | 得票率 | 定数 | 得票順位 /候補者数 | 政党内比例順位 /政党当選者数 |
| ---- | ------------------------ | -------------- | ---- | ------------ | ---------- | --------- | ------ | ---- | ------------------ | ---------------------------- |
| 落   | 第27回参議院議員通常選挙 | 2025年07月20日 | 42   | 福井県選挙区 | 立憲民主党 | 3万6573票 | 9.99%  | 1    | 4/7                | /                            |